# Comuna Mșaneț, Starîi Sambir
Mșaneț (în ucraineană Мшанець) este o comună în raionul Starîi Sambir, regiunea Liov, Ucraina, formată din satele Halivka, Mșaneț (reședința) și Ploske.

## Demografie
Componența lingvistică a comunei Mșaneț
     Ucraineană (99,87%)
Conform recensământului din 2001, majoritatea populației comunei Mșaneț era vorbitoare de ucraineană (99,87%), existând în minoritate și vorbitori de alte limbi.